# Mahisasaka

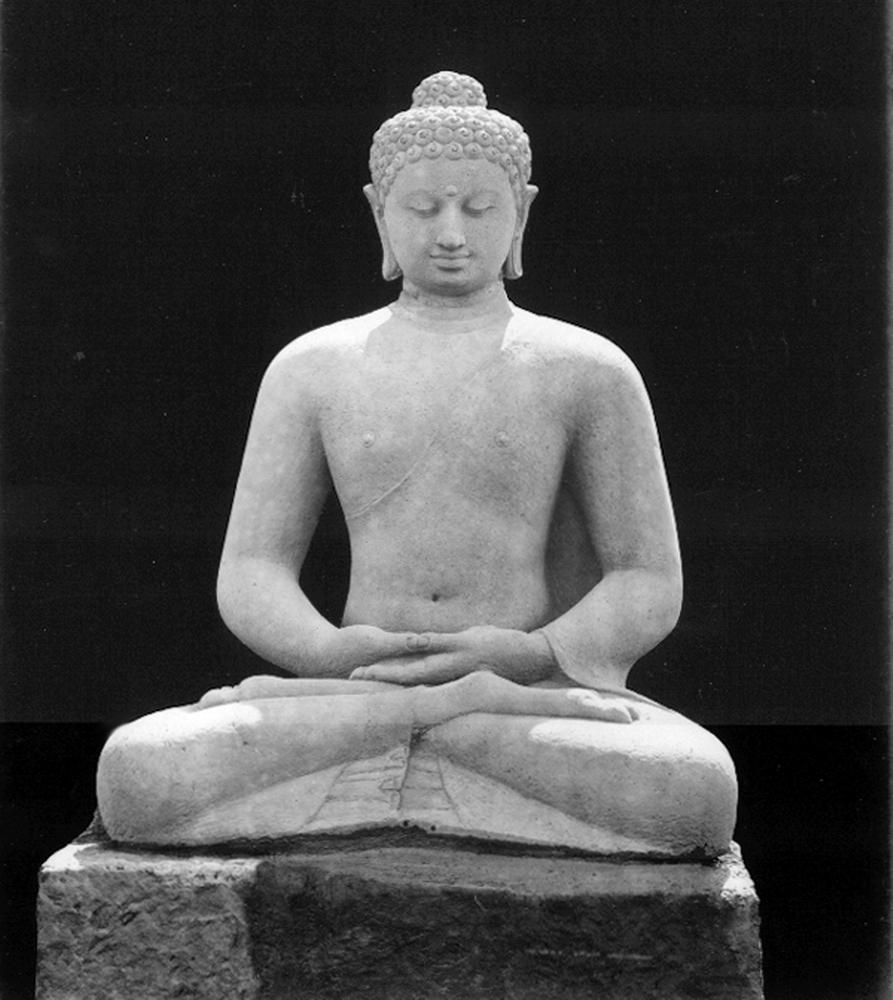
Los Gandhāran Mahīśāsakas están asociados con las enseñanzas de la Tierra Pura del Buda Amitābha.

Mahīśāsaka (en sánscrito: महीशासक; traditional Chinese) según algunos registros, es una de las primeras escuelas budistas. Sus orígenes pueden remontarse a la disputa en el Segundo concilio budista. Se cree que la secta Dharmaguptaka se ramificó a partir de la secta Mahīśāsaka hacia finales del siglo II a. C. o principios del siglo I a. C.

## Historia
Hay dos relatos generales de las circunstancias que rodearon los orígenes de los Mahīśāsakas. En la tradición theravada en el Dipavamsa se afirma que la secta Mahīśāsaka dio origen a la secta Sarvāstivāda. Sin embargo, tanto el Śāriputraparipṛcchā como el Samayabhedoparacanacakra registran que los Sarvāstivādins fueron la secta más antigua de la que surgieron los Mahīśāsakas. Buswell y López afirman también que la escuela Mahīśāsaka era una rama de los Sarvāstivādins, pero la agrupan bajo la escuela Vibhajyavāda, "una designación amplia para las ramas no Sarvastivada de Sthaviranikaya", que también incluían a la escuela Kasyapiya.
Se cree que la escuela Mahīśāsaka se originó por primera vez en la región de Avanti de India. Su fundador fue un monje llamado Purāṇa, quien es venerado extensamente en el Mahīśāsaka vinaya que se conserva en el canon budista chino .
Gracias a los relatos de Xuanzang, se sabe que los Mahīśāsaka estuvieron activos en Cachemira en el siglo IV d. C.  Xuanzang registra que Asaṅga, un importante maestro de Yogācāra y hermano mayor de Vasubandhu, recibió la ordenación en la secta Mahīśāsaka. Los marcos de Asaṅga para los escritos de abhidharma conservaron muchos rasgos subyacentes de Mahīśāsaka. André Bareau escribe:

[Es] suficientemente obvio que Asaṅga había sido un Mahīśāsaka cuando era un joven monje, y que incorporó una gran parte de las opiniones doctrinales propias de esta escuela dentro de su propia obra después de convertirse en un gran maestro del Mahāyāna, cuando elaboró lo que puede considerarse como un nuevo y mahayanista Abhidharma-piṭaka.

Se cree que la escuela Mahīśāsaka se extendió desde el noroeste hasta el sur de la India, incluida Nāgārjunakoṇḍā, e incluso hasta la isla de Sri Lanka. Según A. K. Warder, la secta india Mahīśāsaka también se estableció en Sri Lanka junto con Theravāda, en la que luego fueron absorbidos.

## Apariencia
Entre 148 y 170 d. C., el monje parto An Shigao llegó a China y tradujo una obra que describe el color de las túnicas monásticas (en sánscrito: kāṣāya) utilizadas en cinco importantes sectas budistas indias, llamada Da Biqiu Sanqian Weiyi (en chino: 大比丘三千威儀). Otro texto traducido en una fecha posterior, la Śāriputraparipṛcchā, contiene un pasaje muy similar que corrobora esta información. En ambas fuentes, se describe a los miembros de la secta Mahīśāsaka vestidos con túnicas azules. La parte relevante de la Śāriputraparipṛcchā de los Mahāsāṃghika dice: "La escuela Mahīśāsaka practica la meditación profunda y logran una gran penetración en ella. Ellos visten túnicas azules." 

## Doctrinas
Según los Mahīśāsakas, las Cuatro Nobles Verdades debían ser meditadas simultáneamente.
La escuela Mahīśāsaka sostenía que todo existe, pero solo en el presente. También consideraban que un regalo al sangha era más meritorio que uno dado al Buda. No estaban de acuerdo con los Dharmaguptakas en este punto, ya que los Dharmaguptakas creían que dar un regalo al Buda es más meritorio que dar uno al Sangha.
Los primeros Mahīśāsakas parecen no haber sostenido la doctrina de un estado intermedio entre la muerte y el renacimiento, pero los Mahīśāsakas posteriores aceptaron esta doctrina.

## Obras

### Vinaya Mahīśāsaka
La secta india Mahīśāsaka también se estableció en Sri Lanka junto con la Theravāda, en la que estos miembros fueron absorbidos más tarde. Se sabe que Fa Xian obtuvo una copia en sánscrito del vinaya Mahīśāsaka en el Abhayagiri vihāra en Sri Lanka, 406 d. C. El Vinaya Mahīśāsaka fue traducido al chino en 434 d. C. por Buddhajiva y Zhu Daosheng. Esta traducción del vinaya Mahīśāsaka permanece intacta tanto en el canon budista chino como en el Taishō Tripiṭaka 1421.

### Obras Mahāyāna
Se cree que el Sutra de la Vida Infinita de la tradición Mahāyāna fue compilado en la era del Imperio Kushan, en los siglos I y II d. C., por una orden de bhikkhus Mahīśāsaka que floreció en la región de Gandhara. Es probable que el Sukhāvatīvyūha más largo también deba mucho a la secta Lokottaravāda para su compilación, y en este sūtra hay muchos elementos en común con el Mahāvastu. Las primeras de estas traducciones muestran rastros de haber sido traducidas del idioma gāndhārī, un prácrito utilizado en el Noroeste de India. También se sabe que existían en China manuscritos en el idioma Kharoṣṭhī durante este período.

## Opiniones sobre las mujeres
La secta Mahīśāsaka creía que no era posible para las mujeres convertirse en budas. En el Sutra de Nāgadatta, la visión Mahīśāsaka es criticada en una narración sobre una bhikṣuṇī llamada Nāgadatta. Aquí, el demonio Māra toma la forma de su padre e intenta convencerla de trabajar hacia el estado inferior de un arhat, en lugar de un buda completamente iluminado (en sánscrito: samyaksaṃbuddha):

Māra, por lo tanto, tomó la apariencia del padre de Nāgadatta y le dijo a Nāgadatta: "Tu pensamiento es demasiado serio. La budeidad es demasiado difícil de alcanzar. Se necesita cien mil nayutas de kotis de kalpas para convertirse en un Buda. Dado que pocas personas alcanzan la budeidad en este mundo, ¿por qué no alcanzas el arhat? Porque la experiencia de la arhat es la misma que la del nirvāṇa; además, es fácil alcanzar el arhat."

En su respuesta, Nāgadatta rechaza el arhat como un camino inferior, diciendo, 

La sabiduría de un Buda es como el espacio vacío de los diez cuartos, que puede iluminar a innumerables personas. Pero la sabiduría de un arhat es inferior.

La secta Mahīśāsaka sostenía que había cinco obstáculos que se interponían ante las mujeres. Estos son que no pueden convertirse en un cakravartin, rey Māra, rey Śakra, rey Brahma o un Buda. Esta visión Mahīśāsaka se atribuye a Māra en el Sutra de Nāgadatta de los Sarvāstivādins:

Māra dijo: "Ni siquiera he oído que una mujer pueda renacer como un cakravartin; ¿cómo puedes renacer como un Buda? Toma demasiado tiempo alcanzar la budeidad, ¿por qué no buscas el arhat y alcanzas el nirvāṇa pronto?" Nāgadatta respondió: "También he oído que una mujer no puede renacer como un cakravartin, un Śakra, un Brahma y un Buda, y sin embargo, haré el esfuerzo correcto para transformar el cuerpo de una mujer en el de un hombre. Porque he oído que esos Nobles, mediante la práctica de bodhisattvacarya durante cien mil nayutas de kotis de kalpas, alcanzan diligentemente la budeidad."

Los Mahīśāsakas creían que las mujeres esencialmente no podían cambiar la naturaleza de sus mentes o cuerpos físicos, y causarían que las enseñanzas del budismo declinaran. De esto, David Kalupahana escribe, 

El prejuicio Mahīśāsaka contra las mujeres se basa en la visión tradicional de las mujeres. Al igual que algunos de los otros practicantes budistas tempranos, no confiaban en las mujeres, ni siquiera en las monjas. Esto explica por qué restringieron las actividades sociales y religiosas de las monjas en el saṅgha. A veces comparan la existencia de las monjas con el granizo que daña una buena cosecha.